# Regeringen Thorvald Stauning VI
Regeringen Thorvald Stauning VI var Danmarks regering, en samlingsregering, 8. juli 1940 – 4. maj 1942. Kontrolministrene fra Venstre og Det Konservative Folkeparti, der var indtrådt 10. april 1940, fik nu fagministerier.
Ændringer: 3. oktober 1940, 9. juli 1941 – muligvis flere!
Den bestod af følgende ministre:
- Statsminister: Thorvald Stauning (S)
- Udenrigsminister: Erik J.C. Scavenius (u.p.)
- Finansminister: V. Buhl (S)
- Indenrigsminister: Knud Kristensen (V)
- Justitsminister:

Harald Petersen (u.p.) til 9. juli 1941, derefter
E. Thune Jacobsen (u.p)
- Undervisningsminister: Jørgen P.L. Jørgensen (RV)
- Kirkeminister: Vilhelm Fibiger (K)
- Forsvarsminister: Søren Brorsen (V)
- Minister for offentlige arbejder: Gunnar Larsen (u.p.)
- Minister for landbrug og fiskeri: Kr.M. Bording (S)
- Minister for industri, handel og søfart:

John Christmas Møller (K) til 3. oktober 1940, derefter
Halfdan Hendriksen (K)
- Arbejds- og Socialminister: Johannes Kjærbøl (S)